# Tymczasowy wyższy zarząd cerkiewny na południowym wschodzie Rosji

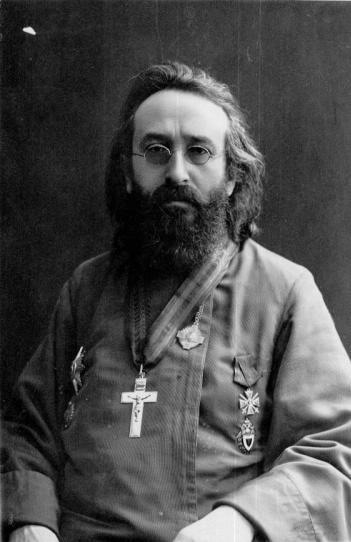
Gieorgij Szawielski

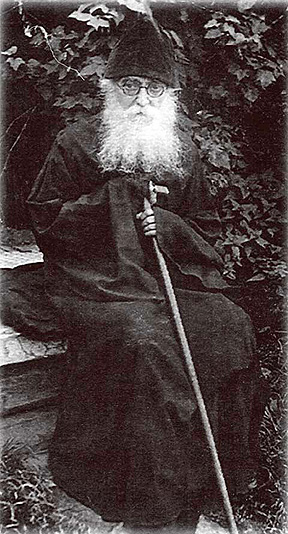
Dymitr (Abaszydze)

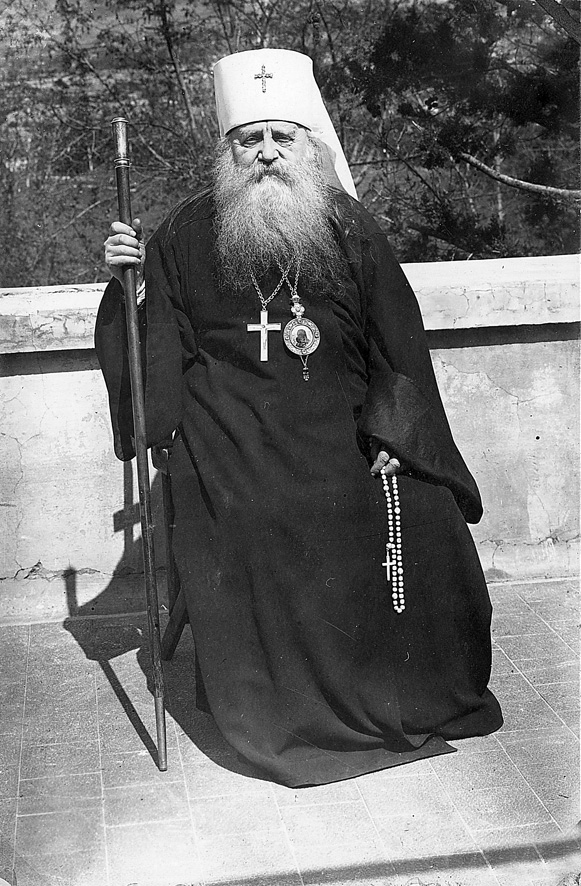
Antoni (Chrapowicki)

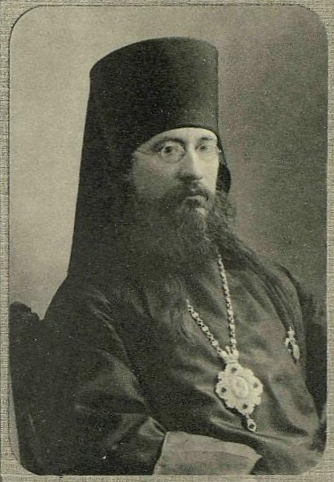
Eulogiusz (Gieorgijewski)

Tymczasowy wyższy zarząd cerkiewny na południowym wschodzie Rosji (ros. Временное Высшее Церковное Управление на Юго-Востоке России) – tymczasowy organ zarządzający strukturami Rosyjskiego Kościoła Prawosławnego na terytoriach kontrolowanych przez Armię Ochotniczą, następnie Siły Zbrojne Południa Rosji gen. Antona Denikina. Funkcjonował od maja 1919 do klęski Białych na Krymie.

## Historia

### Utworzenie
Inicjatorem powstania struktury był naczelny kapelan Armii Ochotniczej, protoprezbiter Gieorgij Szawielski. Za jego radą 2 marca 1919 gen. Anton Denikin zwrócił się do arcybiskupa dońskiego i nowoczerkaskiego Mitrofana z prośbą o przeprowadzenie soboru biskupów działających na ziemiach kontrolowanych przez białych (Armię Ochotniczą oraz wojska kozaków dońskich). Uczestnikiem soboru miał być także metropolita chersoński i odeski Platon (znany ze swojego poparcia dla Białych). Spotkanie przygotowujące planowany sobór odbyło się 26–27 kwietnia 1919 w Jekatierinodarze. Udział w nim wzięli metropolita Platon, arcybiskupi taurydzki i symferopolski Dymitr, jekaterynosławski i mariupolski Agapit oraz biskup kubański Jan, zaś z grona białego duchowieństwa księża Gieorgij Szawielski, A. Rożdiestwienski, G. Łomako, W. Swiencicki. Obecni byli także przedstawiciele świeckich: książę J. Trubiecki, hrabia W. Musin-Puszkin, hrabia D. Heyden, W. Skworcow, A. Iwanowski, płk A. Borisławski i por. M. Rodionow. Błogosławieństwo na przeprowadzenie soboru w Stawropolu uzyskano od ordynariusza miejscowej eparchii arcybiskupa Agatodora. W dniach 3–17 maja komisja przedsoborowa pod kierownictwem ks. Szawielskiego opracowała projekty dokumentów, które miał przyjąć sobór – zarówno statutów nowej struktury cerkiewnej, jaką planowano utworzyć na ziemiach kontrolowanych przez Białych, jak i wezwań i listów otwartych do przywódców białych, wiernych prawosławnych, zwierzchników patriarchów starożytnych, a także do czerwonoarmistów i chrześcijan na całym świecie. Na sobór zaproszono wszystkich biskupów-uczestników Soboru Lokalnego Rosyjskiego Kościoła Prawosławnego obradującego w latach 1917–1918, którzy przebywali na terenach opanowanych przez wojska Denikina. Kolegium biskupów otrzymało prawo zawetowania każdej decyzji soboru w ciągu doby od jej ogłoszenia.
Planowany sobór został rozpoczęty nabożeństwem w cerkwi św. Andrzeja w Stawropolu 19 maja 1919 i trwał sześć dni. Przewodniczył mu, honorowo, arcybiskup kaukaski i stawropolski Agatodor, podczas gdy prezydium kierował arcybiskup doński Mitrofan. W obradach wzięło udział 11 biskupów, 21 kapłanów, 1 mnich bez święceń kapłańskich oraz dwóch świeckich. Gen. Denikin z członkami sztabu brał udział w pracach soboru jedynie w pierwszy dzień. Sobór podjął następujące decyzje:
- utworzył eparchię rostowską i taganroską na bazie dawnego wikariatu nadazowskiego eparchii jekaterynosławskiej,
- utworzył eparchię kubańską na bazie wikariatu kubańskiego eparchii stawropolskiej,
- utworzył eparchię suchumską na bazie wikariatu suchumskiego eparchii czarnomorskiej,
- zatwierdził powstanie Tymczasowego wyższego zarządu cerkiewnego na południowym wschodzie Rosji, przegłosował jego statut wewnętrzny i nadał mu pełnię praw autokefalicznej Cerkwi lokalnej, postanawiając jednak zrzec się ich, gdy tylko zostanie przywrócony stały kontakt z patriarchą moskiewskim i całej Rusi Tichonem,
- ogłosił, iż utworzony organ zarządzający będzie obejmował swoją jurysdykcją kolejne ziemie Rosji w miarę opanowywania ich przez białych, a siedziba zarządu będzie każdorazowo ustalana w porozumieniu z głównodowodzącym Armią Ochotniczą,
- nadał przewodniczącemu zarządu prawo oprotestowywania każdej jego decyzji. Przewodniczącym został arcybiskup doński Mitrofan, zaś jego zastępcą – arcybiskup taurydzki Dymitr,
- ustalił skład zarządu – 3 biskupów, 2 duchownych i 2 świeckich (na wzór Wyższego tymczasowego cerkiewnego zarządu Syberii, działającego na ziemiach kontrolowanych przez siły adm. Kołczaka). Oprócz przewodniczącego i jego zastępcy w zarządzie znaleźli się biskup rostowski Arseniusz, księża A. Rożdiestwienski i G. Szawielski, prof. Wierchowski i hrabia Musin-Puszkin[2].

Omawiane były także kwestie organizacji życia parafialnego, cerkiewnych szkół, dyskutowano o relacjach bolszewików z Cerkwią.
Tymczasowy wyższy zarząd cerkiewny na południowym wschodzie Rosji zainaugurował swoją działalność nabożeństwem w soborze św. Aleksandra Newskiego w Jekatierinodarze. Jedna z pierwszych decyzji organu dotyczyła wprowadzenia do liturgii obowiązkowego wspomnienia adm. Aleksandra Kołczaka w miejscach przeznaczonych na modlitwę za rządzących.

### Funkcjonowanie
Działalność zarządu finansowana była przez lokalne władze tworzone przez Białych oraz ze składek poszczególnych parafii (część dochodu ze sprzedaży świec wotywnych). Zarząd spotykał się regularnie na kilkudniowych, trwających w miarę potrzeb od 2 do 5 dni, sesjach. Łącznie odbyło się ich 25. Zmianom ulegał skład osobowy organu. Od sierpnia 1919 jego honorowym przewodniczącym był metropolita kijowski Antoni, który następnie udał się na Athos. A. Rożdiestwienski z powodu choroby wyjechał na Krym i nie brał udziału w pracach zarządu. Po ewakuacji członków zarządu do Noworosyjska, a następnie Sewastopola, wywołanej klęskami białych, arcybiskup Mitrofan i Arseniusz, którzy pozostali w kierowanych eparchiach, również zrezygnowali z udziału.
Rozpad pierwszego składu zarządu sprawił, że w kwietniu 1920 nowy głównodowodzący Sił Zbrojnych Południa Rosji gen. Piotr Wrangel nakazał arcybiskupowi taurydzkiemu Dymitrowi reorganizację struktury. We wrześniu tego roku przewodniczącym zarządu został ponownie metropolita Antoni. Do jego składu dokooptowano także arcybiskupa połtawskiego i perejasławskiego Teofana oraz biskupa sewastopolskiego Beniamina, jak również księży S. Bułgakowa i Sałowa.
Oficjalnym organem prasowym zarządu były Cerkownyje wiedomosti – opublikowanych zostało 9 numerów. Tymczasowy wyższy zarząd cerkiewny na południowym wschodzie Rosji podejmował także doraźne decyzje w kwestiach związanych z funkcjonowaniem parafii (które starano się reformować w zgodzie z postanowieniami soboru lokalnego z lat 1917–1918, m.in. tworząc przy nich spółdzielnie pracy), treścią kazań, działalnością szkół cerkiewnych, angażował się w działalność propagandową Białych (jego członkowie współtworzyli propagandowe publikacje Armii Ochotniczej), organizował antysocjalistyczne spotkania, apelował o pomoc zagraniczną. Od września 1919 przy zarządzie działał komitet cerkiewno-społeczny kierowany przez arcybiskupa wołyńskiego i żytomierskiego Eulogiusza, odpowiedzialny przede wszystkim za zwalczanie wpływów bolszewickich. W prowadzenie propagandy białych angażowali się osobiście także inni członkowie zarządu, wyjeżdżając do miejscowości kontrolowanych przez białych i wzywając mieszkańców do walki z czerwonymi. Od grudnia 1919 zarząd prowadził także komitet odpowiedzialny za pomoc kapłanom-uchodźcom, kierowany początkowo przez biskupa sumskiego Mitrofana, a następnie przez ks. Szawielskiego. Zarząd przyjął także obowiązki sądu cerkiewnego, rozpatrzył w tym charakterze 4 sprawy, z których jedna zakończyła się przeniesieniem biskupa kubańskiego Jana w stan spoczynku. 15 października 1920 zarząd powierzył arcybiskupowi wołyńskiemu Eulogiuszowi kierownictwo nad wszystkimi placówkami duszpasterskimi rosyjskiej diaspory w Europie Zachodniej.
Członkowie Tymczasowego wyższego zarządu cerkiewnego na południowym wschodzie Rosji w większości (poza arcybiskupem taurydzkim Dymitrem) emigrowali z Rosji po klęsce wojsk gen. Wrangla na Krymie. W listopadzie 1920, natychmiast po ewakuacji, utworzyli Wyższy zarząd cerkiewny poza granicami Rosji, który został następnie przekształcony w Rosyjski Kościół Prawosławny poza granicami Rosji.